# آتیلو آنچتا
آتیلو آنچتا (انگلیسی: Atilio Ancheta؛ زادهٔ ۱۹ ژوئیهٔ ۱۹۴۸) بازیکن فوتبال اهل اروگوئه است.
از باشگاه‌هایی که در آن بازی کرده‌است می‌توان به باشگاه فوتبال گرمیو، باشگاه فوتبال ناسیونال اروگوئه، و باشگاه فوتبال ناسیونال اروگوئه، اشاره کرد.
وی همچنین در تیم ملی فوتبال اروگوئه بازی کرده‌است.